# Phytoecia affinis
Phytoecia affinis is een keversoort uit de familie van de boktorren (Cerambycidae). De wetenschappelijke naam van de soort werd voor het eerst geldig gepubliceerd in 1784 door Harrer. Het heeft een breed verspreidingsgebied in Europa.

## Omschrijving
Kleine boktor met een gedrongen en robuust lichaam, met een eenkleurige kop die altijd zwart is, waarvan het oranjerode pronotum twee zwarte schijfeeltplekken en dekschilden vertoont die volledig bedekt zijn met zwart of grijs behaard. Korte oranje benen en heupen.

## Biologie
P. affinis bewoont weiden, bosranden, onontgonnen tuinen en overwoekerde weiden.
Ontwikkeling van larven in de stengels en ondergrondse delen van verschillende Apiaceae-soorten, meestal op leefgebieden met een hoger bodemvocht, indirect zonovergoten. De larven voeden zich met de stengels en verpoppen zich in de ondergrondse delen van desbetreffende plant. Hij overwintert als larve. Volwassenen zijn actief van eind april tot juli (piek begin mei en juni) en zijn te vinden op de waardplanten/gastheer planten.
De tor leeft gemiddeld 1 jaar lang, al kan het diertje bij ideale omstandigheden ook 2 jaar oud worden.
Volwassen P. affinis hebben een lengte van tussen de 9 - 16 mm.